# Régiment Royal-Lorraine
Le régiment Royal-Lorraine est un régiment d’infanterie du royaume de France créé en 1744.

## Création et différentes dénominations
(mars 2023).
Si vous disposez d'ouvrages ou d'articles de référence ou si vous connaissez des sites web de qualité traitant du thème abordé ici, merci de compléter l'article en donnant les références utiles à sa vérifiabilité et en les liant à la section « Notes et références ».
- 30 janvier 1744 : création du régiment Royal-Lorraine avec des officiers et soldats tirés des 9 bataillons de milices lorraines
- 1er novembre 1745 : son 3e bataillon est réformé pour former le 1er bataillon du régiment Royal-Barrois lors de la création de ce régiment
- 31 décembre 1748 : supprimé, à l’exception des 2 compagnies de grenadiers, employées pour former le régiment des Grenadiers de France le 15 février 1749
- 20 mars 1757 : rétablissement du régiment Royal-Lorraine, avec le régiment Royal-Barrois, tous deux à partir des 2 bataillons de milices de Mirecourt et de Neufchâteau
- 25 novembre 1762 : licencié, à l’exception des grenadiers incorporés dans le régiment des Grenadiers de France

## Équipement

### Drapeaux
Les drapeaux avaient deux quartiers jaunes et 2 noirs.

Drapeaux d’ordonnance et colonel
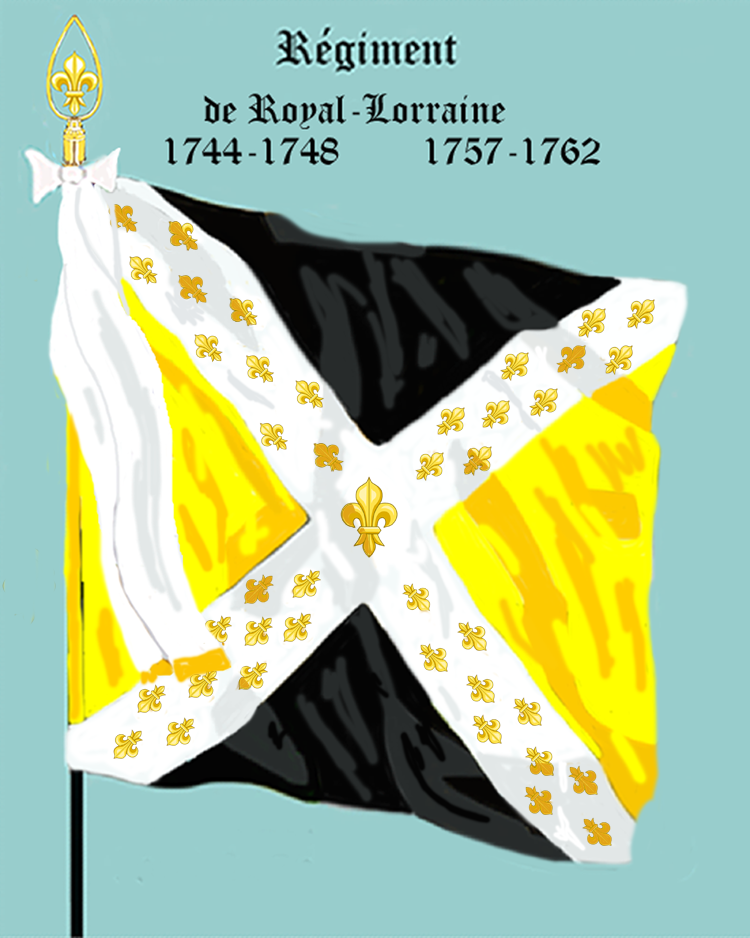
régiment Royal-Lorraine de 1744 à 1762
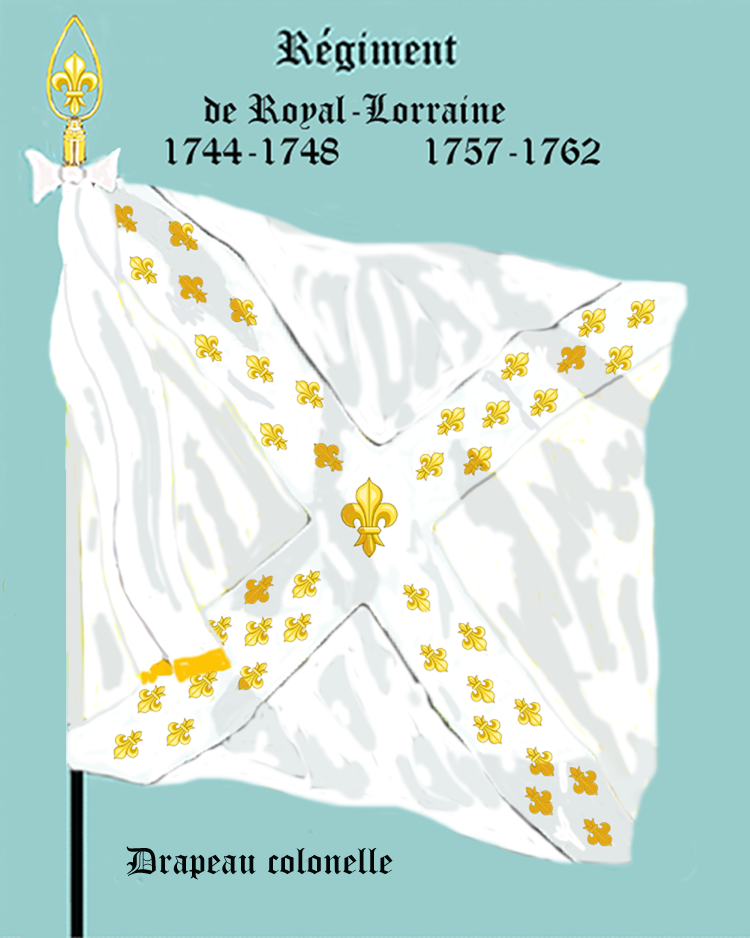
régiment Royal-Lorraine drapeau colonel

### Habillement
- 1757 : habit complet blanc, collet et revers noirs, boutons jaunes, doubles poches en longs doublées garnies de 3 boutons, autant sur la manche, chapeau bordé d’or.

Uniformes du régiment Royal-Lorraine
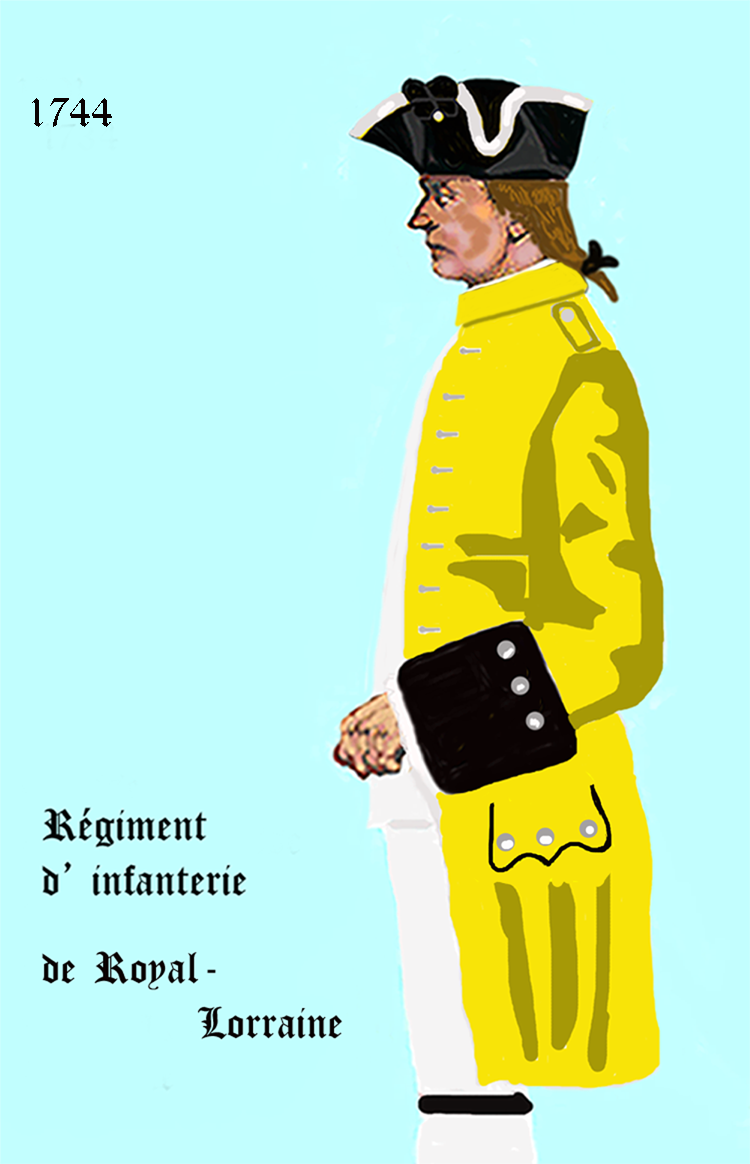
de 1744 à 1748
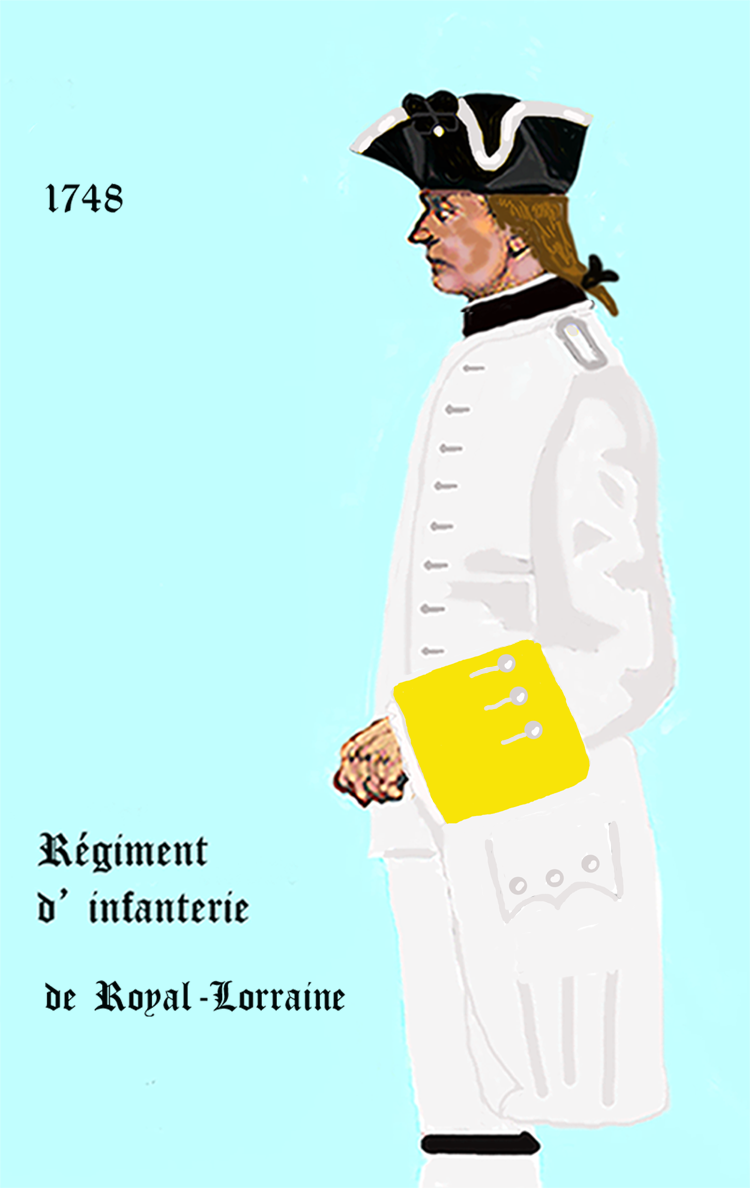
de 1748 à 1749 et de 1757 à 1762

## Historique
(mars 2023).
Si vous disposez d'ouvrages ou d'articles de référence ou si vous connaissez des sites web de qualité traitant du thème abordé ici, merci de compléter l'article en donnant les références utiles à sa vérifiabilité et en les liant à la section « Notes et références ».

### Colonels et mestres de camp
Colonels lieutenants
- 1er novembre 1744 : Paul de Chaumont de la Galaisière, comte de Mareil, brigadier le 14 juillet 1747
- 20 mars 1757 : Philippe de Chaumont de Rivray, brigadier le 10 mai 1748, maréchal de camp le 20 février 1761
- 1er avril 1761 : M. le Ch. du Hautois

### Composition
- 30 janvier 1744 : 3 bataillons de 9 compagnies, une de 4 officiers et 50 grenadiers, 8 de 4 officiers et 75 fusiliers
- 1er novembre 1745 : réduit à 2 bataillons
- 20 mars 1757 : un bataillon de 9 compagnies, une de 45 grenadiers, 8 de 80 fusiliers
- 1er avril 1761 : réduction des compagnies de fusiliers de 80 à 60 hommes

### Campagnes et batailles
- 1744 : siège de Fribourg
- 1745 : à l’armée du Bas-Rhin sous le ordres de M. le prince de Conti
- juillet 1746 : passe à l’armée d’Italie qu’il rejoint en septembre ; défense de la Provence, conquête du comté de Nice, prise de Villefranche et des retranchements de Montalban
- juin 1747 : prise de Vintimille
- octobre 1747 : au secours de Vintimille